# Sergej Movsesian

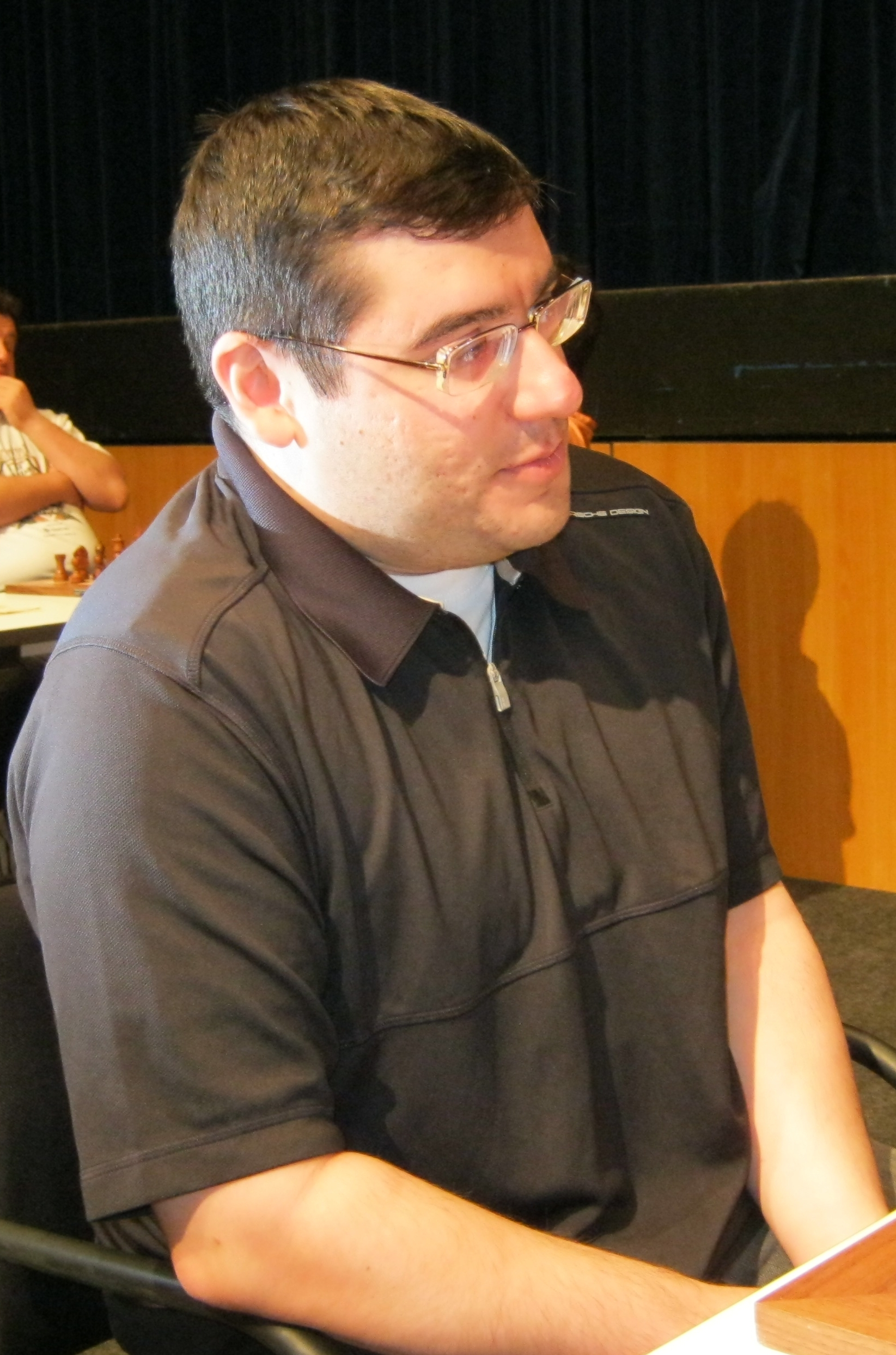
Sergej Movsesian in 2010

Sergej Movsesian (Armeens: Սերգեյ Մովսիսյան) (Tbilisi, 3 november 1978) is een Armeense schaker. Sinds 1997 is hij een grootmeester (GM). In 2011 maakte hij op het Wereldkampioenschap schaken voor landenteams, gehouden in Ningbo, deel uit van het winnende Armeense team.
Movsesian speelde het grootste gedeelte van zijn carrière voor Tsjechië. Later vertegenwoordigde hij Slowakije, waar hij staatsburgerschap verkreeg. Op 30 december 2010 stapte hij over naar het uitkomen voor zijn geboorteland Armenië.

## Schaakcarrière
In 1998 won Movsesian het kampioenschap van Tsjechië. In 1999 bereikte hij de kwartfinales van het FIDE Wereldkampioenschap schaken, gehouden in Las Vegas, waar hij werd uitgeschakeld door Vladimir Akopian met 1½–2½. Movsesian nam ook in 2000, 2002 en 2004 deel aan het FIDE Wereldkampioenschap schaken. 
In 2002 en 2007 won Movsesian het kampioenschap van Slowakije. En in 2002 werd hij in Panormos (Kreta) Europees kampioen blitzschaak.
Hij won in 2002 en in 2007, ongedeeld, het internationale GM-toernooi in Sarajevo.  Hij won, gedeeld met Ruslan Ponomariov, in 2007 het Czech Coal Carlsbad jubileumtoernooi in Karlovy Vary. Hij won in 2007 het Mikhail Chigorin Memorial in Sint-Petersburg en in 2008 de B-groep van het Corustoernooi in Wijk aan Zee, met 9.5 pt. uit 13, een vol punt boven Nigel Short en Etienne Bacrot. Op het Europees kampioenschap schaken 2008, gehouden in Plovdiv (Bulgarije), eindigde Movsesian gedeeld 2e–10e. Hij won de playoff, waardoor hij de zilveren medaille ontving. Op het Europees kampioenschap schaken in 2013 werd hij gedeeld 1e–8e met Aleksandr Mojsejenko, Jevgeny Romanov, Alexander Beliavsky, Constantin Lupulescu, Francisco Vallejo Pons, Hrant Melkoemjan, Ian Nepomniachtchi, Aleksej Drejev en Jevgeni Aleksejev. Movsesian maakte deel uit van het Armeense team dat de bronzen medaille behaalde op het in 2015 gehouden Wereldkampioenschap schaken voor landenteams, gehouden in de Armeense stad Tsaghkadzor.

## Persoonlijk leven
Movsesian werd geboren in Tbilisi, Georgië, maar woont sinds 1994 in Tsjechië. In 2003 trouwde hij met de Tsjechische WGM Petra Krupková. Later trouwde hij met WGM Júlia Kočetková. Hij spreekt acht talen.

## Boek
- Czech Open: Pardubice Phenomenon. Caissa Hungary (2009). ISBN 978-80-86725-08-6.

## Externe koppelingen
- (en)   Informatie over schaakpartijen van Sergej Movsesian op ChessGames.com
- (en)   Informatie over schaakpartijen van Sergej Movsesian op 365chess.com
- (en)  FIDE-ratinggegevens voor Sergej Movsesian